# Rogaška Slatina község
Rogaška Slatina község (szlovén nyelven Občina Rogaška Slatina) Szlovénia 212 alapfokú közigazgatási egységének, azaz községének egyike a Savinjska statisztikai régióban. Adminisztratív központja Rogaška Slatina város. Rogaška Slatina községet 2006-ban alapították. A község a történelmi szlovén Stájerország (Štajersko) régió része. 

## A községhez tartozó települések
A községhez Rogaška Slatina székhelyen kívül a következő települések tartoznak:
- Brestovec
- Brezje pri Podplatu
- Čača Vas
- Cerovec pod Bočem
- Ceste
- Drevenik
- Gabrce
- Gabrovec pri Kostrivnici
- Gradiški Dol
- Irje
- Kačji Dol
- Kamence
- Kamna Gorca
- Male Rodne
- Nimno
- Plat
- Podplat
- Podturn
- Pristavica
- Prnek
- Rajnkovec
- Ratanska Vas
- Rjavica
- Spodnja Kostrivnica
- Spodnje Negonje
- Spodnje Sečovo
- Spodnji Gabernik
- Strmec pri Svetem Florijanu
- Sveti Florijan
- Tekačevo
- Topole
- Tržišče
- Tuncovec
- Velike Rodne
- Vinec
- Zagaj pod Bočem
- Zgornja Kostrivnica
- Zgornje Negonje
- Zgornje Sečovo
- Zgornji Gabernik

## Népesség
| Lakosok száma | 11 016 | 11 150 | 11 031 | 11 020 | 11 051 | 10 998 | 11 047 | 11 024 | 11 129 | 11 210 |
|               | 2008   | 2009   | 2011   | 2012   | 2013   | 2015   | 2016   | 2017   | 2019   | 2020   |